# Cassie (album)
Pour les articles homonymes, voir Cassie.
Cassie est le premier album de la chanteuse américaine Cassie.
Il est sorti le 8 août 2006 aux États-Unis. Il existe deux éditions, une comportant 11 titres et une autre de 13 titres.

## Liste des pistes
1. Me & U
2. Long Way 2 Go
3. About Time
4. Kiss Me
5. Call U Out
6. Just One Nite
7. Hope You're Behaving (Interlude)
8. Not with You
9. Ditto
10. What Do U Want
11. Miss Your Touch
12. When Your Body Is Talking (chanson bonus de la version japonaise)
13. Can't Do It without You (chanson bonus de la version japonaise)